# Fedora platydiscus
Fedora platydiscus är en mossdjursart som beskrevs av Gordon och Jean-Loup d'Hondt 1997. Fedora platydiscus ingår i släktet Fedora och familjen Ascosiidae. Inga underarter finns listade i Catalogue of Life.